# Viva La Bam
Viva La Bam è stato un reality show di MTV interpretato da Bam Margera e la sua crew. Lo show deriva dal precedente programma televisivo di MTV, Jackass, dove Margera e i membri di CKY erano apparsi.

Ogni episodio ha un tema, una missione, o una sfida che viene compiuta con scherzi, performance su skateboard o con l'aiuto di amici, di parenti e di esperti.
La Crew è composta da Ryan Dunn, Brandon DiCamillo, Chris Raab (accreditato come Raab Himself) e Rake John (nome reale Ted Webb). Nello show ci sono anche i genitori di Margera, Phil, April, suo fratello Jess Margera e suo zio Vincent Margera conosciuto come Don Vito. La maggior parte dello show è girato attorno a West Chester, Pennsylvania ma sono stati visitati anche New Orleans, Los Angeles, Messico, Brasile e l'Europa. Inoltre Bam e la sua Crew sono andati su Spring Break nel 2006 facendo Viva La Spring Break. Lo show ha debuttato il 26 ottobre 2003 su MTV negli Stati Uniti e successivamente è stato messo in onda in tutto il mondo. Ogni stagione conteneva 8 puntate di mezz'ora, con la quinta è finito lo show il 14 agosto 2005.
Titoli in lavoro per lo show sono Kiss a Good Man's Ass (adesso è il titolo del sequel di Haggard), Bam N' Friends, and BaMTV.
Il tema principale dello show è The King of Rock'n Roll fatta dalla band finlandese Daniel Lioneye. Nello show ci sono altre canzoni fatte dai gruppi preferiti di Bam come HIM, Vains of Jenna, Clutch, Turbonegro, e The 69 Eyes.
Nel dicembre 2005 ci sono state voci di una probabile sesta stagione su Last Call with Carson Daly. Bam smentì tutto, ma disse che erano in progettazione alcuni stunts per Jackass con Johnny Knoxville. Nel marzo 2006 Bam e la sua crew (ad eccezione di Raab) fecero due episodi speciali di Viva La Bam a MTV Spring Break chiamati "Viva La Spring Break".

## Riferimenti
"Viva la Bam" Stagioni 1-5. MTV / 18 Husky Productions, 2003 - 2005